# Almindelig kortkapsel
Almindelig kortkapsel (Brachythecium rutabulum) er et krybende eller nedliggende, hurtigvoksende mos, der gror på næringsrige underlag både på åben, græsklædt bund og på træstubbe i skove. Det er et af de almindeligste mosser i Danmark.

## Beskrivelse
Alm. kortkapsel er et uregelmæssigt fjergrenet mos, der danner løse, lysegrønne måtter. Stænglerne er 5-10 cm lange med små ægformede blade, der måler omkring 3 mm i længden. Sidegrenenes blade er kortere og smallere. Måtterne kan være tæt besat af sporehuse, der sidder på 1-2 cm lange seta. Sporehusene er som modne glinsende lysebrune. Seta er stærkt ru af små vorter. Dette er dog kun muligt at se under lup, men kan føles, hvis man fører det mellem læberne.

## Kendetegn
Til forskel fra de fleste andre kortkapselarter er stammebladene bredere og mere hule og kun kort tilspidsede. I lup kan det anes, at bladene er fint tandede og at de har en forholdsvis kort ribbe på lidt over halvdelen af bladets længde. Bladene er altid en smule udstående, ikke tiltrykte som hos fx hvidlig kortkapsel. Bladene er ej heller kraftigt længdefoldede som hos skovkortkapsel. Til forskel fra vældkortkapsel, der ellers også har bredt ægformede blade, mangler alm. kortkapsel bladvinger.
Det kendes generelt på at være et temmelig kraftigt mos, der vokser i store glinsende, gulgrønne måtter på fugtige, skyggefulde steder. Grene og stængler ender ofte i en smal spids.

## Udbredelse
Arten er udbredt over hele den tempererede del af verden. Den er bl.a. rapporteret fra følgende områder: Europa inkl. Færøerne, Island, Kaukasus, Asien, Makaronesien, det nordlige og centrale Afrika, Nordamerika, Grønland, Guatemala, Colombia, Australien, New Zealand og Hawaii.